# Kulm, North Dakota
Kulm är en ort i LaMoure County i delstaten North Dakota, USA.